# Daniel Stern
Daniel Jacob Stern (Bethesda, Maryland, 28 de agosto de 1957) es un actor, director, productor y guionista estadounidense de cine y televisión de origen judío. Es famoso por las películas Home Alone 1 y 2, Very Bad Things, City Slickers, City Slickers II: The Legend of Curly's Gold y su rol de Richard Lymangood en la película de 1983 Blue Thunder. Es hermano de David M. Stern, guionista de la serie de dibujos animados Los Simpson.

## Filmografía
- Game Over Man (película) (2018)
- Monk (2009) (serie de televisión)
- Whip it! (2009)
- Otis (2008)
- Bachelor Party Vegas (2007)
- A Previous Engagement (2005)
- The Last Full Measure (2004)
- Regular Joe (2003) (serie de televisión)
- Danny (2001) (serie de televisión)
- Viva Las Nowhere (2001)
- How to Kill Your Neighbor's Dog (2000)
- Dilbert (1999) (serie de televisión animada)
- Partners (1999)
- Very Bad Things (1998)
- Tourist Trap (1998)
- Gun (1997) (serie de televisión)
- Hey Arnold! (1997) (serie de televisión animada)
- Celtic Pride (1996)
- Bushwhacked (1995)
- City Slickers II: The Legend of Curly's Gold (1994)
- SeaQuest DSV (1993) (serie de televisión)
- Rookie of the Year (1993)
- Home Alone 2: Lost in New York (1992)
- City Slickers (1991)
- Los Simpson (1991) (serie de televisión animada)
- Home Alone (1990)
- The Court-Martial of Jackie Robinson (1990)
- My Blue Heaven (1990)
- Coupe de Ville (1990)
- Little Monsters (1989)
- Leviathan (1989)
- Friends, Lovers, & Lunatics (1989)
- The Milagro Beanfield War (1988)
- The Wonder Years (1988-1993) (serie de televisión)
- D.O.A. (1988)
- Weekend War (1988)
- Born in East L.A. (1987)
- The Boss' Wife (1986)
- Hannah and Her Sisters (1986)
- Hometown (1985) (serie de televisión)
- Key Exchange (1985)
- The Ratings Game (1984)
- Frankenweenie (1984)
- C.H.U.D. (1984)
- Samson and Delilah (1984)
- Get Crazy (1983)
- Blue Thunder (1983)
- I'm Dancing as Fast as I Can (1982)
- Diner (1982)
- Honky Tonk Freeway (1981)
- It's My Turn (1980)
- One Trick Pony (1980)
- Stardust Memories (1980)
- A Small Circle of Friends (1980)
- Starting Over (1979)
- Breaking Away (1979)